# François Xavier de Mengaud
Pour les articles homonymes, voir Mengaud.
François Xavier de Mengaud, né le 9 avril 1752 à Belfort (Territoire de Belfort), mort le 30 décembre 1830 à Belfort (Territoire de Belfort), est un général français de la Révolution et de l’Empire.

## États de service
Il entre en service le 15 janvier 1774 comme garde du corps du comte d’Artois dans la compagnie Alsace, et il obtient son congé le 1er octobre 1781.
En juillet 1789 il commande une compagnie de volontaires à cheval à Belfort, et en janvier 1790 il est commandant de la Garde nationale de cette ville. En octobre 1790 il devient procureur-syndic, et juge au tribunal du district en janvier 1791. Le 30 août 1791 il est élu capitaine de grenadiers au 2e bataillon de volontaires du Haut-Rhin, et lieutenant-colonel en premier le 2 octobre suivant.
Il est promu général de brigade le 30 juillet 1793, et nommé provisoirement à la tête de la 36e demi-brigade le 1er septembre 1793. Il est blessé d’un coup de feu à la cuisse gauche le 7 septembre à la Bataille de Hondschoote. Le 25 septembre suivant il passe général de division et il est employé à l’armée de Rhin-et-Moselle le 13 juin 1795. Il est réformé le 13 février 1797.
Il est remis en activité le 27 juillet 1799 comme commandant de la 6e division militaire à Besançon et le 8 décembre 1799, il est envoyé à l’armée d’Italie. D’avril à juin 1800 il participe au siège de Gênes, et le 4 juillet 1800 il commande à Tortone. Il est réformé le 22 août suivant.
Il reprend une activité comme sous-préfet de Belfort le 25 janvier 1805, et il est fait chevalier de la Légion d’honneur le 29 mars 1805.
Il est créé baron de l’Empire le 12 mars 1811, et remplacé comme sous-préfet le 22 août 1814. Il est admis à la retraite le 26 janvier 1820.
Il meurt le 30 décembre 1830, à Belfort.

## Armoiries
- Baron de l’Empire le 12 mars 1811 (décret), le 2 mai 1811 (lettres patentes)

- De sable au chevron échiqueté de gueules et d'or, accompagné en chef de trois étoiles d'argent posées une et deux : franc-quartier des barons tirés de l'armée, brochant au neuvième de l'écu - Livrées : noir, jaune, rouge, blanc

## Sources
- (en) « Generals Who Served in the French Army during the Period 1789 - 1814: Eberle to Exelmans »
- Thierry Pouliquen, « Les généraux français et étrangers ayant servis [sic] dans la Grande Armée » (consulté le 7 juin 2014)
- « La noblesse d’Empire » (consulté le 7 juin 2014)
- « Cote LH/1825/15 », base Léonore, ministère français de la Culture
- Docteur Robinet, Jean-François Eugène et J. Le Chapelain, Dictionnaire historique et biographique de la révolution et de l'empire, 1789-1815, volume 2, Librairie Historique de la révolution et de l’empire, 886 p. (lire en ligne), p. 551.
- Étienne Charavay, Correspondance général de Carnot, tome 3, imprimerie Nationale, 1897, p. 11
- Charles Théodore Beauvais et Vincent Parisot, Victoires, conquêtes, revers et guerres civiles des Français, depuis les Gaulois jusqu’en 1792, tome 26, C.L.F Panckoucke, janvier 1822, 414 p. (lire en ligne), p. 91.
- (pl) « Napoléon.org.pl »